# HK CSKA Moskva
HK CSKA Moskva (rusko ЦСКА Москва) je ruski hokejski klub iz Moskve ustanovljen leta 1946. V 54-ih sezonah je klub osvojil kar 32 naslovov državnega prvaka v času Sovjetske zveze, 11 državnih pokalnih naslovov, 20 evropskih pokalov ter po en Spenglerjev in Pajulahtijev pokal.

## Lovorike
- Sovjetska liga (32 naslovov): 1948, 1949, 1950, 1955, 1956, 1958, 1959, 1960, 1961, 1963, 1964, 1965, 1966, 1968, 1970, 1971, 1972, 1973, 1975, 1977, 1978, 1979, 1980, 1981, 1982, 1983, 1984, 1985, 1986, 1987, 1988, 1989
- Sovjetski pokal (11 naslovov): 1954, 1955, 1961, 1966, 1967, 1968, 1969, 1973, 1977, 1979, 1988
- Pokal evropskih prvakov (20 naslovov): 1969, 1970, 1971, 1972, 1973, 1974, 1976, 1978, 1979, 1980, 1981, 1982, 1983, 1984, 1985, 1986, 1987, 1988, 1989, 1990
- Spenglerjev pokal (1 naslov): 1991
- Pajulahtijev pokal (1 naslov): 2005

## Znameniti igralci
| - Vsevolod Bobrov - Pavel Bure - Vjačeslav Bikov - Andrej Homutov - Sergej Fjodorov |  | - Vjačeslav Fetisov - Aleksander Frolov - Valerij Harlamov - Nikolaj Habibulin |  | - Vladimir Krutov - Igor Larionov - Sergej Makarov - Aleksander Mogilni |  | - Aleksander Ragulin - Sergej Samsonov - Vladislav Tretjak - Sergej Zubov |